# Abraham Weingort
Pour les articles homonymes, voir Weingort.
Abraham Weingort, אברהם וינגורט né en 1946 à Montreux, Canton de Vaud,  en Suisse est un rabbin israélien, d'origine suisse.

## Biographie

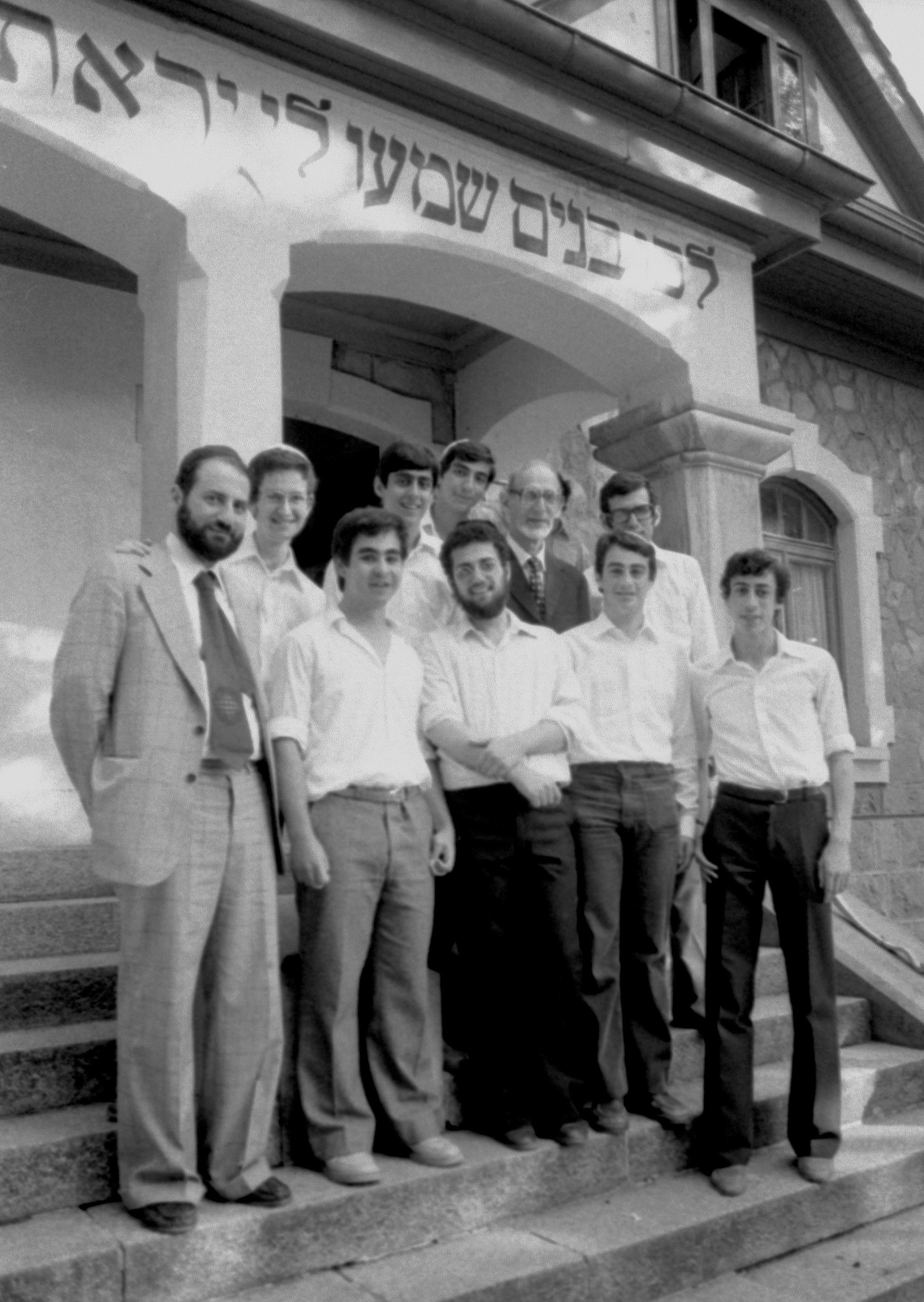
À la Yechiva Etz Haïm de Montreux, Aby Weingort (g) avec le rabbin Moshé Botschko (c) en 1979.

Abraham  Abba Weingort est le fils du rabbin Shaul Weingort (1915-18 septembre 1946), mort tragiquement au début de la trentaine dans un accident de train alors qu'il était en route pour donner son cours à la Yechiva de Montreux. Sa mère est Miriam Leah Weingort (1915-1996).
Comme son père, Abraham Weingort est un disciple du Rabbin Yechiel Yaakov Weinberg. Abraham Weingort porte le prénom de son grand-père, le rabbin Avraham Weingort.
Il est docteur en Droit de l’Université Paris II, licencié ès-Sciences Économiques et licencié ès-Lettres. Il est professeur de Talmud et de droit comparé. Professeur de droit hébraïque à l'Université de Paris I (en 2013).
Il a enseigné à la Yechiva Etz Haïm de Montreux et enseigne le Talmud à la Yechiva Hékhal Eliahou.
Il fut l’élève de son grand-père le rabbin Yerahmiel Eliyahou Botschko, du rabbin Yehiel Yaakov Weinberg, du rabbin Léon Ashkenazi et du rabbin Ben-Tsion Frayman.

## Œuvres
- Droit talmudique, droit des nations, 2007
- Intérêt et Crédit dans le Droit Talmudique, Librairie Générale de Droit et de Jurisprudence, 1979
- Responsabilité et sanction en droit talmudique et comparé, avant-propos de Joseph Mélèze Modrzejewski Genève, Droz, 1998
- Leçons de Droit hébraïque
- Ga'halei Ech, (recueil de commentaires sur le Talmud, en hébreu) Prix de Littérature rabbinique de Jérusalem en 2000.
- Rencontres : Droit talmudique et droit des nations, avec Jonathan Weizman.  4 tomes, Lichma Eds, 2010/2012

### Annotations
- La Haggada de Pessah commentée par le rabbin Yechiel Yaakov Weinberg et annotée par son élève le rabbin Abraham Weingort (traduction de l’hébreu par Joël Hanhart). Éditions Lichma. Paris, 2014. (ISBN 9782912553997)